# 조아나 히베이루
조아나 히베이루(Joana Ribeiro, 1992년 3월 25일 ~ )는 포르투갈의 배우이다. 2020 베를린 영화제 슈팅스타상 공동수상자이다.

## 출연 작품
- 파티마의 기적 (2020)
- 돈키호테를 죽인 사나이 (2018)